# Coua coquereli
Cua-de-coquerel (Coua coquereli) é uma espécie de ave da família Cuculidae.
É endémica de Madagáscar.
Os seus habitats naturais são: florestas secas tropicais ou subtropicais .